# Martin Pewal
Martin Pewal (* 25. Juni 1978 in Villach) ist ein österreichischer Eishockeyspieler.

## Karriere
Pewal gab mit 16 Jahren sein Debüt in der Saison 1997/98 beim EC VSV in der Österreichischen Eishockey-Liga. Er spielte in dieser Spielzeit auch für das Team Telekom in der Österreichischen Nationalliga.
2002 wechselte er für ein Jahr nach Linz, ehe er 2003 zum VSV zurückkehrte. Von 2004 bis 2007 spielte er für den EC Red Bull Salzburg, mit dem er österreichischer Meister wurde. Von 2007 bis 2009 spielte er für den HC Innsbruck. Zur Saison 2009/10 schloss er sich dem Zweitligisten EC Dornbirn an. Im Sommer 2010 wechselte er innerhalb der Nationalliga zu ATSE Graz. In der Saison 2012/13 wechselte er zum osttiroler Eishockeyverein UECR Huben in die CHL (Carinthian Hockey League), mit dem er dort einen Meistertitel feierte.